# 압두 디우프
압두 디우프(프랑스어: Abdou Diouf, 월로프어: Abdu Juuf, 1935년 9월 7일~)는 세네갈의 정치인으로 1981년부터 2000년까지 재임했던 세네갈의 2대 대통령이다. 국방장관, 대통령 총무장관, 계획·공업장관, 총리 등을 지내고 1980년 전임 대통령 상고르가 5번째 임기가 끝나기 전에 사임하자, 1980년 12월 31일부터 그 다음날 1981년 1월 1일까지 세네갈 대통령 권한대행으로 1일간 임시 승계하였으며 1981년 1월 1일부터 이듬해 1982년 2월 1일까지 세네갈 공화국 제2대 대통령 재임하였고 1982년 감비아와 세네감비아 연방 공화국이 성립되자 연방정부 대통령이 되었다.
1983년 2월 대통령 선거에서 본격 당선되었고, 1988년 2월 대통령 선거에서 본격 재선되었다. 1993년 3월 실질적 3선 대통령이 되었다. 1985년부터 1986년까지는 아프리카 통일 기구(OAU)의 의장을 맡았다.
그는 평화적인 권력 승계와 2000년 세네갈 대통령 선거에서 압둘라이 와드에게 패배한 뒤 기꺼이 떠난것으로 잘 알려져 있다. 그는 2003년부터 2014년까지 프랑코포니의 사무총장을 역임했다.

## 젊은 시절
디우프는 세네갈 루가에서 풀라인 어머니와 세레르족 아버지의 아이로 태어났다. 그는 생루이에 있는 리세 파이더르브 (Lycée Faidherbe)에 초등학교와 중등학교를 다녔으며, 다카르 대학교와 그 후 파리 소르본 대학교에서 법을 공부했다. 디우프는 1959년에 학교를 졸업했다.

## 역대 선거 결과
| 선거명      | 직책명          | 대수 | 정당          | 1차 득표율 | 1차 득표수 | 2차 득표율 | 2차 득표수 | 결과 | 당락 |
| ----------- | --------------- | ---- | ------------- | ---------- | ---------- | ---------- | ---------- | ---- | ---- |
| 1983년 선거 | 세네갈의 대통령 | 2대  | 세네갈 사회당 | 83.45%     | 908,879표  |            |            | 1위  |      |
| 1988년 선거 | 세네갈의 대통령 | 2대  | 세네갈 사회당 | 73.21%     | 828,301표  |            |            | 1위  |      |
| 1993년 선거 | 세네갈의 대통령 | 2대  | 세네갈 사회당 | 58.40%     | 757,311표  |            |            | 1위  |      |
| 2000년 선거 | 세네갈의 대통령 | 3대  | 세네갈 사회당 | 41.30%     | 690,917표  | 41.51%     | 687,969표  | 2위  | 낙선 |